# Aulonocara korneliae
Aulonocara korneliae е вид бодлоперка от семейство Цихлиди (Cichlidae). Видът е уязвим и сериозно застрашен от изчезване.

## Разпространение
Разпространен е в Малави.

## Описание
На дължина достигат до 7,8 cm.